# Ringinpitu (Kedungwaru)
Ringinpitu is een bestuurslaag in het regentschap Tulungagung van de provincie Oost-Java, Indonesië. Ringinpitu telt 8486 inwoners (volkstelling 2010).